# لودفيغ ريكس
لودفيغ ريكس (بالألمانية: Ludwig Rex)‏ هو ممثل ألماني، ولد في 1888 ببرلين في ألمانيا، وتوفي في 29 سبتمبر 1979 بلندن في المملكة المتحدة.

## أعمال

### أفلام
- (1920) كابينة الدكتور كاليجاري

## وصلات خارجية
- لودفيغ ريكس على موقع IMDb (الإنجليزية)
- لودفيغ ريكس على موقع أول موفي (الإنجليزية)
- لودفيغ ريكس على موقع قاعدة بيانات الأفلام السويدية (السويدية)
- لودفيغ ريكس على موقع قاعدة بيانات الفيلم (الإنجليزية)
- لودفيغ ريكس على موقع كينوبويسك (الروسية)